# Jakob Troost
Jakob Troost (* 5. Oktober 1820 in Winnekendonk; † 16. April 1899 wohl in Emmerich) war ein katholischer Priester.

## Leben
Im Jahr 1873 trat Troost das Amt des Pfarrers an der St. Martini-Kirche in Emmerich an und wurde 1889 Dechant. 24 Jahre lang war er als Seelsorger tätig und setzte sich für den Erhalt und die weitere Ausstattung der Martinikirche ein. In diesen Jahren erwarb er sich große Verdienste um das Krankenhaus und die Schule und bekleidete zusätzlich das Amt des Waisenvaters.

## Ehrungen
Im Jahr 1897 wurde ihm anlässlich seiner 50-jährigen Priesterweihe das Ehrenbürgerrecht der Stadt Emmerich verliehen. Außerdem gibt es in Emmerich die nach ihm benannte Jakob-Troost-Straße.